# Roberto Alvarado
Roberto Carlos Alvarado Hernández (Salamanca, 7 de setembro de 1998) é um futebolista mexicano que atua como atacante. Atualmente joga pelo Guadalajara.

## Carreira
Alvarado fez sua estreia profissional em 25 de setembro de 2013 em uma partida da fase de grupos do Apertura 2013 da Copa MX contra o Estudiantes Tecos, entrando como substituto de Guillermo Clemens aos 59 minutos em uma vitória por 1–0. Em 29 de agosto de 2018, Alvarado foi convocado pela primeira vez para a seleção principal para os amistosos contra o Uruguai e os Estados Unidos.

## Títulos
Pachuca
- Liga dos Campeões da CONCACAF: 2016–17

Necaxa
- Copa México: Clausura 2018

Cruz Azul
- Liga MX: Clausura 2021
- Copa México: Apertura 2018
- Supercopa MX: 2019
- Copa das Ligas: 2019

México
- Copa Ouro: 2019, 2023
- Jogos Olímpicos: 2020 (medalha de bronze)
- Liga das Nações da CONCACAF: 2024–25[4]